# Cheetos
Cheetos es una marca de aperitivos de harina de maíz con sabor a queso propiedad de Frito-Lay, subsidiaria de PepsiCo. El creador de Fritos, Charles Elmer Doolin, inventó Cheetos en 1948 con distribución en los Estados Unidos. El éxito inicial fue un factor que contribuyó a la fusión en 1961 de «The Frito Company» y «H.W. Lay & Company» para formar Frito-Lay.
Los Cheetos se elaboran mediante una mezcla de maíz y agua, que se calienta a presión y después se deja secar. Cuando la mezcla toma contacto con el aire caliente, el vapor que está presente en la pasta se expande y la masa se infla. Después, se le añade el sabor deseado. La primera variante, Cheetos Crunchy, eran pequeños trozos de maíz crujiente con sabor a queso.
En 2010, Cheetos era la marca de cheese puffs más vendida en el mercado estadounidense. Actualmente se comercializan más de 20 tipos diferentes de Cheetos sólo en ese país.

## Historia
Los Cheetos fueron inventados en 1948 por el estadounidense Charles Elmer Doolin, quien había creado la marca Fritos en 1932. Su nombre hace referencia al producto, un aperitivo de harina de maíz inflado con sabor a queso. Los primeros lotes se elaboraron en la cocina de investigación y desarrollo de la compañía Frito en San Antonio, Texas. Para venderlos a nivel nacional, Doolin mantuvo su asociación con el empresario Herman Lay, creador de las patatas fritas Lay's.
Las buenas ventas de Fritos y Cheetos llevaron a Doolin y Lay a fusionar sus empresas en 1961, formando la actual Frito-Lay. Dicha compañía fue adquirida en 1965 por la multinacional PepsiCo, lo que permitió comercializar Cheetos fuera de Estados Unidos: primero al resto de América, y posteriormente en Europa y Asia.
El primer producto de Cheetos fueron los Cheetos Crunchy, un aperitivo de harina de maíz crujiente con sabor a queso que se mantuvo como única variante durante 23 años. No fue hasta 1971 cuando se introdujeron los Cheetos Puffs, basados en la receta de los cheese puffs. Desde entonces se han comercializado numerosas variantes, adaptadas al gusto de cada país. Solamente en Estados Unidos se comercializan más de 20 variedades.
En 1994, Cheetos se convirtió en la primera marca estadounidense de aperitivos fabricada y distribuida en China.

## Mascota

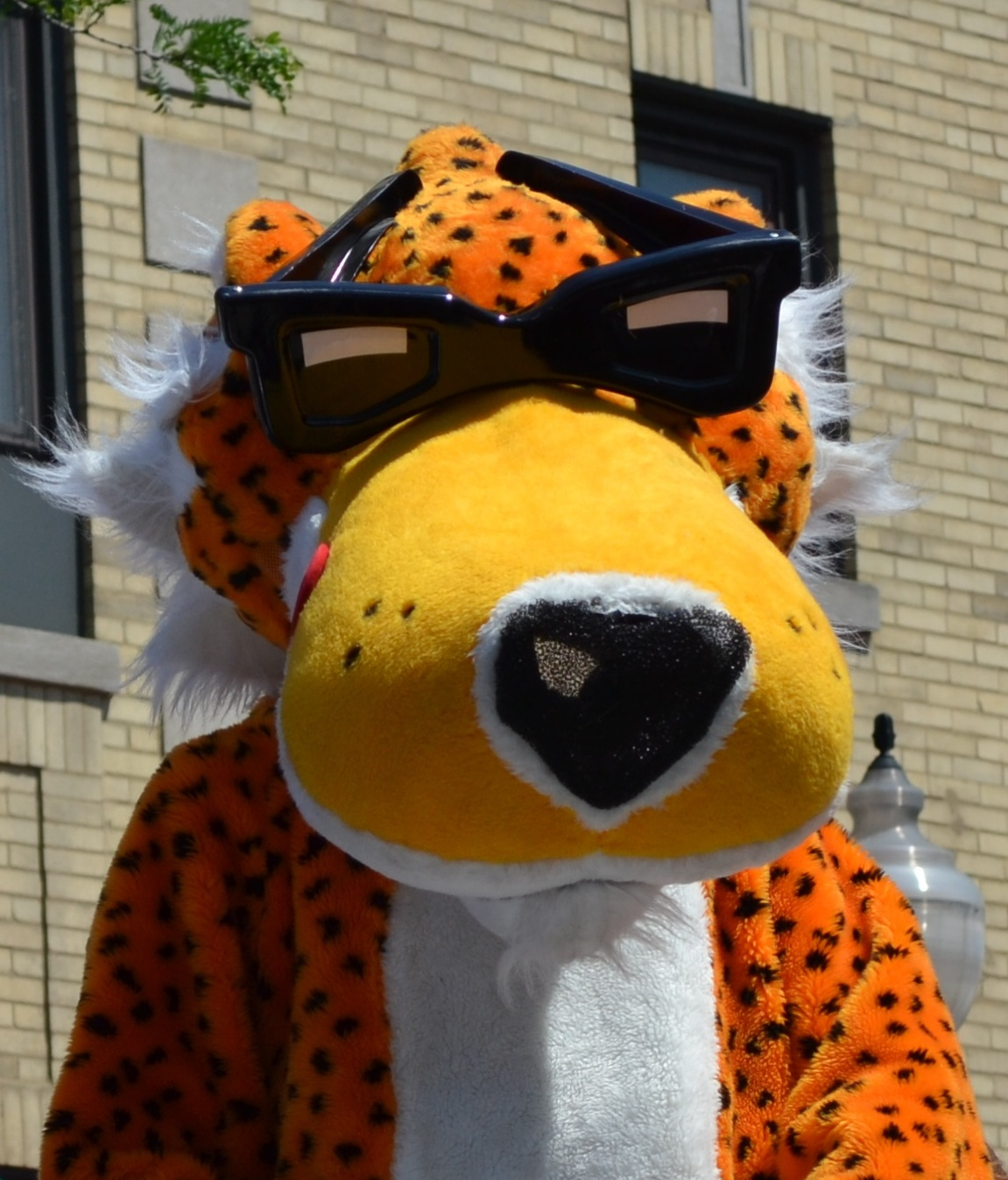
Chester Cheetos, mascota oficial de Cheetos

La mascota de Cheetos es Chester Cheetos, un guepardo antropomórfico de aspecto delgado y que viste gafas de sol y calzado deportivo. El personaje fue creado en 1986 por la agencia publicitaria DDB Worldwide, mientras que los primeros anuncios de televisión datan de 1987. Si bien se trataba originalmente de una campaña provisional, tuvo tal éxito entre el público joven que ha terminado convirtiéndose en el símbolo de la marca, llegando a protagonizar una serie de televisión y videojuegos.